# (231786) 2000 CU97
(231786) 2000 CU97 là một tiểu hành tinh vành đai chính. Nó được phát hiện bởi Robert H. McNaught ở Đài thiên văn Siding Spring ở Coonabarabran, New South Wales, Australia, ngày 9 tháng 2 năm 2000.